# مينا! إسبر ديو!
مينا! إسبر ديو! (باليابانية: みんな！ エスパーだよ！) مسلسل تلفزيوني خيال علمي كوميدي ياباني مقتبس من مانغا تحمل نفس الاسم من تأليف كيمينوري واكاسوغي. عرض عام 2013 على تلفزيون طوكيو. وفي عام 2015 عرضت حلقة خاصة.

## الممثلون
- ايرينا مانو بدور ساي أسامي.
- كاهو بدور ميوكي هيرانو.
- شوتا سوميتاني بدور يوشيو كاموغاوا.
- موتوكي فكامي بدور يوسوك إيهنوموتو.
- تاكاكو أكياما بدور تاكاكو أكياما.
- ساييري ايتو بدور يوكو.
- يوي موراتا بدور رينا.

## روابط خارجية
- مينا! إسبر ديو! على موقع IMDb (الإنجليزية)
- مينا! إسبر ديو! على موقع ليتربوكسد (الإنجليزية)
- مينا! إسبر ديو! على موقع كينوبويسك (الروسية)
- مينا! إسبر ديو! على موقع قاعدة بيانات الفيلم (الإنجليزية)